# عماد مميش
عماد مميش (1966 في العاصمة تونس) أكاديمي وسياسي تونسي، شغل منصب وزير الدفاع الوطني في حكومتي نجلاء بودن وأحمد الحشاني منذ 2021 وحتى 2024.

## السيرة الشخصية
حصل مميش على دكتوراه الدولة في القانون الخاص وعلوم الإجرام في 2004، وشهادة الدراسات المعمقة في الاختصاص ذاته في 1991، وشغل قبل تعينه وزيرًا للدفاع خطة أستاذ تعليم عال مبرّز في القانون الخاص وعلوم الإجرام بجامعة قرطاج وكلية العلوم القانونية والسياسية والإجتماعية، وعمل مُدرسًا بكلية العلوم القانونية والسياسية والاجتماعية بتونس ومدرسًا بكلية الحقوق والعلوم السياسية بسوسة منذ 2012 إلى 2016، ورأس قسم القانون الخاص وعلوم الإجرام لمدة عامين في كلية الحقوق بسوسة (2014 - 2016)، وكان عضوًا بلجنة المناظرات بالمعهد الأعلى للمحاماة.